# 4-Decanon
4-Decanon ist eine chemische Verbindung aus der Gruppe der Ketone.

## Eigenschaften
4-Decanon ist eine farblose Flüssigkeit, die praktisch unlöslich in Wasser ist.